# Rædselsnatten paa Kap Martin
Rædselsnatten paa Kap Martin er en amerikansk stumfilm fra 1920 af J. A. Barry.

## Medvirkende
- Katherine MacDonald som Mary Grant
- Norman Kerry som Vanno Della Robbia
- Nell Craig som Marie Grant
- Edwin Stevens som Lord Dauntry
- Virginia Ainsworth som Lady Dauntry
- Rudolph Valentino som Angelo Della Robbia
- Alice Wilson som Dodo Wardrop
- Howard Gaye som James Hanaford
- Fanny Ferrari som Idina Bland
- Sylvia Jocelyn som Molly Maxwell
- Walt Whitman